# Chapolim x Drácula: Um Duelo Assustador
Chapolim x Drácula: Um Duelo Assustador é um jogo para Master System lançado pela brasileira Tec Toy em 1993, estrelado pelo personagem Chapolin Colorado, criado e interpretado por pelo mexicano Roberto Gomez Bolaños. O jogo é uma reprogramação gráfica e textual oficial feita pela Tectoy, autorizada pela Sega, do jogo original Ghost House.